# Harry Bellaver

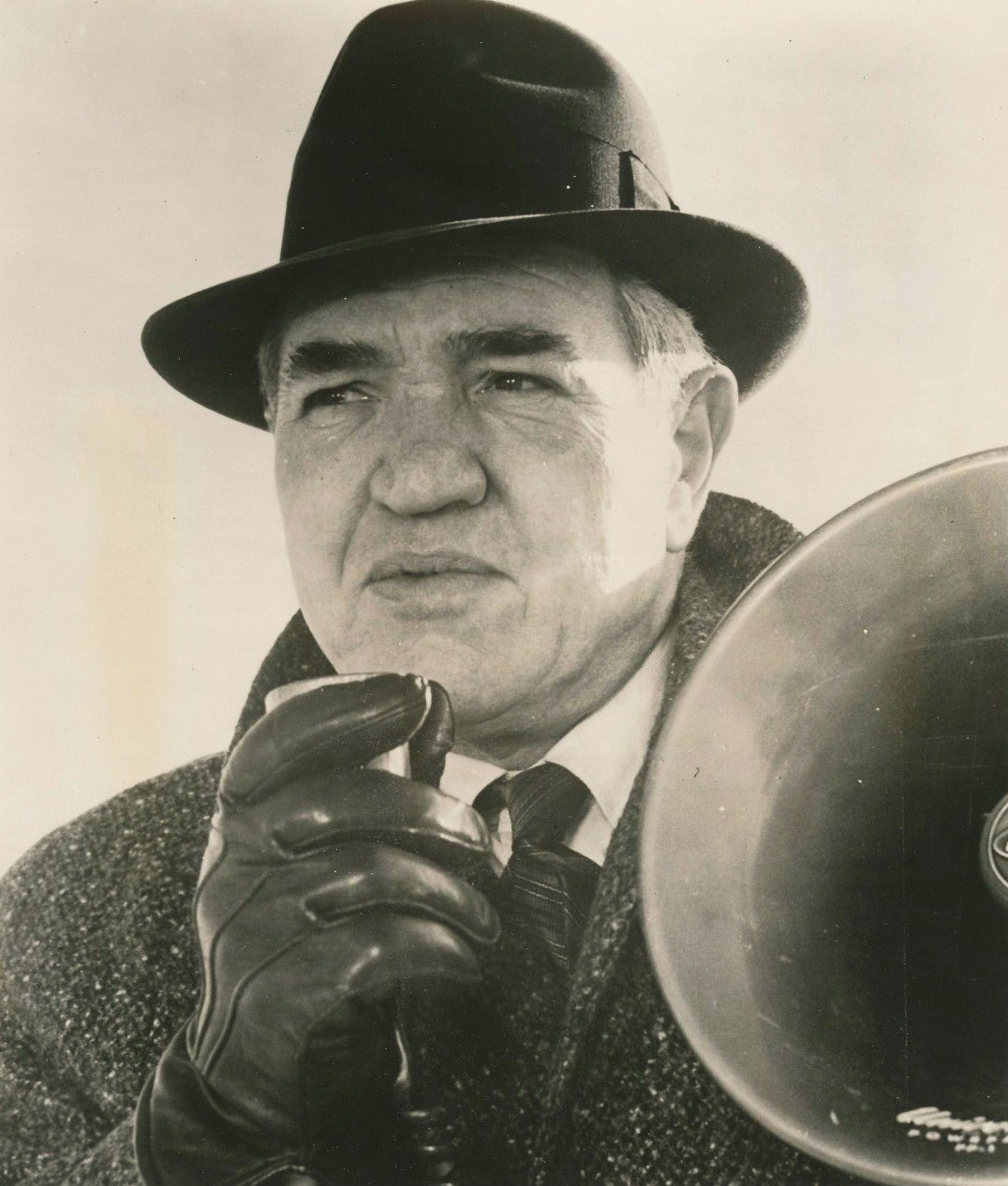
Harry Bellaver in der Fernsehserie Another World (ca. 1970)

Harry Bellaver (* 12. Februar 1905 in Hillsboro, Illinois; † 8. August 1993 in Nyack, New York) war ein US-amerikanischer Schauspieler.

## Leben
Harry Bellaver wurde unter einfachen Verhältnissen in eine italienischstämmige Familie aus Kohlebergwerkarbeitern geboren. Nachdem er nach der sechsten Klasse die Schule verlassen hatte, arbeitete er in verschiedenen schlecht bezahlten Jobs, erhielt aber schließlich die Möglichkeit, an dem sozialistischen, von der Arbeiterbewegung gegründeten College Brookwood Labor College zu studieren. Dort entwickelte er sein Interesse an der Schauspielerei und spielte nach Studienende acht Jahre bei einer lokalen Theatergruppe in Pennsylvania, ehe er 1931 den Sprung an den Broadway schaffte. Dort spielte er bis zum Jahr 1974 in insgesamt über 25 Produktionen, darunter in der amerikanischen Erstproduktion von Bertolt Brechts Die Dreigroschenoper in der Rolle des Trauerweiden-Walters.
Bellavers erster größerer Film war im Jahr 1939 die Krimikomödie Dünner Mann, 3. Fall, in dem er einen sympathischen Kleinkriminellen spielte, doch erst mit Anbruch der 1950er-Jahre wirkte er regelmäßig in Kinofilmen und Fernsehserien mit. Als Nebendarsteller spielte er häufiger Figuren mit New Yorker Lebenshintergrund, oft Charaktere der Arbeiterklasse wie Polizisten, Taxifahrer oder Türsteher, gelegentlich auch Kleinkriminelle. Einem breiten Publikum wurde Bellaver vor allem durch seine Verkörperung des Detective Frank Acaro in der Krimiserie Gnadenlose Stadt (Naked City) bekannt, die zwischen 1958 und 1963 erstausgestrahlt wurde und auch im deutschen Fernsehen lief. Im Kino blieben dem Schauspieler, dessen breite Nase sein Markenzeichen war, dagegen Hauptrollen stets versagt. Mit einer kleinen Rolle als alter Minenarbeiter in Stuff – Ein tödlicher Leckerbissen beendete Bellaver 1985 seine Kinokarriere.
Harry Bellaver war von 1932 bis zu ihrem Tod im Oktober 1992 mit Gertrude Dudley Vaughan Smith verheiratet, das Ehepaar hatte zwei Kinder. Bellaver starb weniger als ein Jahr nach seiner Ehefrau im Alter von 88 Jahren an einer Lungenentzündung.

## Filmografie (Auswahl)
- 1938: Night Intruder (Kurzfilm)
- 1939: Dünner Mann, 3. Fall (Another Thin Man)
- 1945: Das Haus in der 92. Straße (The House on 92nd Street)
- 1947: Der Todeskuß (Kiss of Death)
- 1949: Side Street
- 1950: Mordsache: Liebe (Perfect Strangers)
- 1950: Der Haß ist blind (No Way Out)
- 1952: Wofür das Leben sich lohnt (Something to Live For)
- 1953: Verdammt in alle Ewigkeit (From Here to Eternity)
- 1953: Fegefeuer (Miss Sadie Thompson)
- 1955: Tyrannische Liebe (Love Me or Leave Me)
- 1956: Die falsche Eva (The Birds and the Bees)
- 1957: Drei Schritte vor der Hölle (Slaughter on 10th Avenue)
- 1957: Hyänen der Straße (The Brothers Rico)
- 1958: Der alte Mann und das Meer (The Old Man and the Sea)
- 1958–1963: Gnadenlose Stadt (Naked City; Fernsehserie, 136 Folgen)
- 1964: Ruf nicht zu laut (One Potato, Two Potato)
- 1966: Simson ist nicht zu schlagen (A Fine Madness)
- 1967: Daniel Boone (Fernsehserie, 1 Folge)
- 1968: Nur noch 72 Stunden (Madigan)
- 1972: Vier schräge Vögel (The Hot Rock)
- 1976: Demon (God Told Me To)
- 1976: Kojak – Einsatz in Manhattan (Fernsehserie, 1 Folge)
- 1978: Blue Collar
- 1980: Ein wahrer Held (Hero at Large)
- 1980: Unter der Sonne Kaliforniens (Knot’s Landing; Fernsehserie, 1 Folge)
- 1985: Stuff – Ein tödlicher Leckerbissen (The Stuff)